# Молтенинов, Константин Георгиевич
Константин Георгиевич Молтенинов (2 октября 1924, Моховка, Пензенская губерния, РСФСР, СССР — 3 сентября 2022) — российский и советский живописец, член Санкт-Петербургского Союза художников. Заслуженный художник Российской Федерации (1999).

## Биография
Родился 2 октября 1924 года в ныне несуществующей деревне Моховка находившейся на территории нынешнего Усть-Каремшинского сельсовета Нижнеломовского района Пензенской области. В 1939 году поступил в Ленинградское художественно-педагогическое училище. Осенью 1941 года был эвакуирован в Ярославль, работал на военном заводе.
В 1942 году поступил в военно-морское училище, по окончании которого служил на Беломорской военной флотилии, в Кронштадте, на Северном флоте. Награждён орденом Отечественной войны II степени, медалями Нахимова, «За победу над Германией».
После демобилизации окончил среднюю художественную школу и в 1947 году поступил на живописный факультет Ленинградского института живописи, скульптуры и архитектуры имени И. Е. Репина, который окончил в 1953 году по мастерской Рудольфа Френца с присвоением квалификации художника живописи. Дипломная работа — жанровая картина «Старт лыжников».
Участник выставок с 1953 года. В 1956 году принят в члены Ленинградского Союза художников. Писал жанровые и батальные картины, пейзажи, портреты. Автор картин «Весенний день» (1955), «Вести из Питера» (1957), «Защитники Петрограда» (1959), «Солдаты (1941 год)» (1961), «Свежий ветер» (1964), «Хлеба созрели» (1975), «Страда уборочная» (1980) «Блокада Ленинграда» (1982) и другие.
На рубеже 80-х и 90-х годов работы Константина Молтенинова в составе экспозиций произведений ленинградских художников были представлены европейским зрителям на целом ряде зарубежных выставок.
Произведения К. Г. Молтенинова находятся в музеях и частных собраниях в России, Китае, Японии, США, Италии, Великобритании, Норвегии, Турции, Франции и других странах.
Скончался 3 сентября 2022 года.

## Выставки
- 1955 год (Ленинград): Весенняя выставка произведений ленинградских художников.
- 1957 год (Ленинград): 1917—1957. Выставка произведений ленинградских художников.
- 1960 год (Ленинград): Выставка произведений ленинградских художников.
- 1961 год (Ленинград): Выставка произведений ленинградских художников открылась в залах Государственного Русского музея.
- 1964 год (Ленинград): Ленинград. Зональная выставка.
- 1975 год (Ленинград): Наш современник. Зональная выставка произведений ленинградских художников.
- 1976 год (Москва): Изобразительное искусство Ленинграда.
- 1980 год (Ленинград): Зональная выставка произведений ленинградских художников.
- Апрель 1991 года (Париж): Выставка «Русские художники».